# 한국연식야구연맹
한국연식야구연맹(KOREA SOFT BASEBALL FEDERRATION, 약칭:KSBF)는 대한민국의 스포츠 단체이다.
2008년 안전한 연식구 일구공을 통해 야구의 대중화와 저변확대 및 건강한 생활 스포츠로써 야구를 즐기는 것을 목표로 설립된 단체이다. 사무실은 서울특별시 송파구 잠실 1동 올림픽 주경기장 B-10 Gate, 15-3호에 있다.